# 631

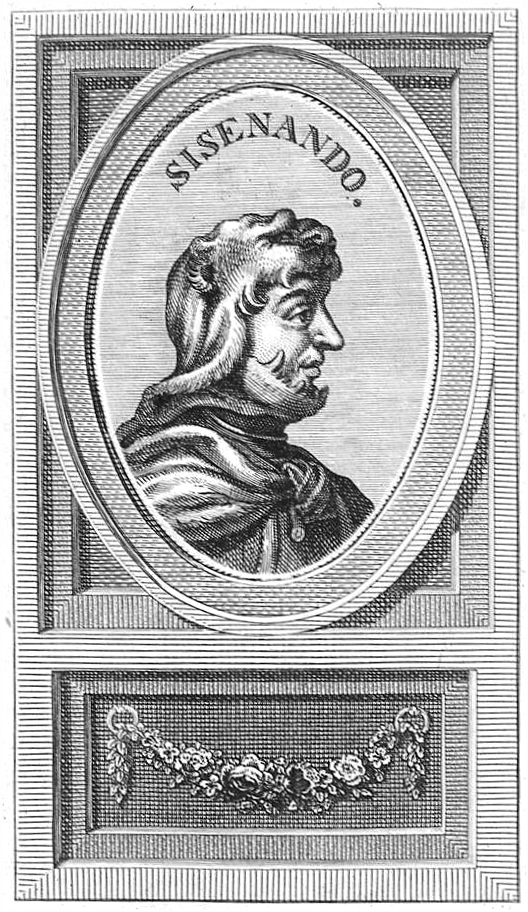
Koning Sisenand van de Visigoten

Het jaar 631 is het 31e jaar in de 7e eeuw volgens de christelijke jaartelling.

## Gebeurtenissen

### Byzantijnse Rijk
- Keizer Herakleios benoemt Cyrus tot patriarch van Alexandrië en beveelt hem de Koptische Kerk te overreden het monotheletisme te aanvaarden. Hij krijgt de functie van gouverneur (dioiketes) van Egypte en begint een grootscheepse vervolging tegen de Koptische christenen. Byzantijnse troepen plunderen kloosters en nemen weerspannige monniken gevangen.

### Europa
- Slag bij Wogastisburg: De Slaven onder aanvoering van koning Samo verslaan een invallend leger van Franken, Alemannen en Longobarden in Slowakije. Koning Dagobert I moet zich terugtrekken en Samo voert als vergeldingsactie een plunderveldtocht in Thüringen (Duitsland). (Volgens de Kronieken van Fredegar)
- Koning Swinthila wordt na een 10-jarige regeringsperiode met hulp van Dagobert I door zijn zoon Sisenand afgezet. Hij laat zijn vader verbannen en bestijgt als nieuwe heerser de troon van het Visigotische Rijk. Tijdens zijn bewind wordt de geestelijkheid vrijgesteld van het betalen van belastingen.

### Arabië
- Mohammed, islamitische profeet, keert in triomf terug in Medina en ontvangt delegaties van verschillende bedoeïenenstammen, die in ruil voor het behoud van hun onafhankelijkheid en het recht hun nomadenbestaan te mogen voortzetten, hun loyaliteit aan hem betuigen en zich verplichten zakat (aalmoezen) af te dragen.
- Mohammed verenigt alle bedoeïenenstammen onder één vaandel, de invloedssfeer van de islam breidt zich verder uit op het Arabisch Schiereiland. Hij stuurt een aantal brieven naar naburige heersers (waaronder het Byzantijnse Rijk en Perzië), met daarin een uitnodiging de islam te accepteren. (waarschijnlijke datum)

## Religie
- Xuanzang, Chinese boeddhistische monnik, steekt de rivier de Indus over en reist noordoostwaarts door Kasjmir (huidige India).

## Geboren
- Tenmu, keizer van Japan (overleden 686)